# クラビネット

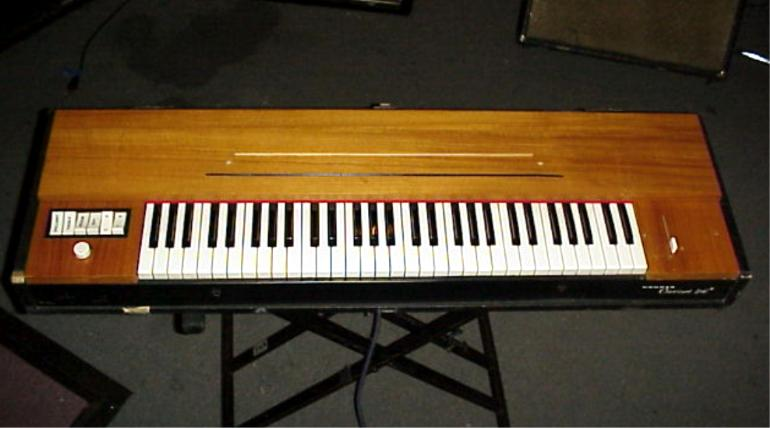
クラビネットD6

クラビネット（英語: clavinet）は、電気式のキーボードである。主にファンク、ソウル、R&Bなどの音楽ジャンルで用いられている。

## 概要
クラビネットは、鍵盤楽器のクラヴィコードに、ギターなどで用いる電気ピックアップで音を拾い、ボリュームやトーンなどによる電気的加工を可能にしたもので、ホーナー社のアーンスト・ザカリアス (Ernst Zacharias) が開発、商品化した。特に有名な機種は、クラビネット「D6」である。メカニズムはクラヴィコードよりも簡略化されている。クラヴィコードでは鍵盤に連動したタンジェントが弦を突き上げて発音するが、クラビネットでは鍵盤の下に棒（ハンマー：先端に硬質ゴム製のチップがついている）が突き出ており、これが押鍵により直接弦を金属フレーム（通称「ハープ」）に叩き付けて発音する（弦はハンマーチップとフレームに挟まれているため、クラヴィコードと異なりビブラートは不可能）。鍵盤を戻すと、弦の端に巻き付けられた毛糸によって弦振動が抑制され、音が止まる。
Clavinet I、Clavinet II、Clavinet C（スティーヴィー・ワンダーが『迷信』で使用した白い外観のもの）、Clavinet L（キース・エマーソンが初期ELPで使用した、台形ボディで白黒反転鍵盤のもの）を経て、最も有名なD6となる。その後、外装を軽く簡素なものとしたE-7、ピアネットを内蔵した最終モデルDuoと変遷を遂げていった。Duoをもってクラビネットの歴史は幕を閉じるが、1980年代になってホーナー社は、日本で製造されたデジタルピアノを "Clavinet DP" の名称で発売した。もちろん、楽器としてのクラビネットとは関係はない。ホーナー社は、Clavinet.comでクラビネット情報を公開している。
2014年、ローズ・ピアノやクラビネットの修理、部品製造を行っているメーカー、ヴィンテージ・ヴァイブ社からいくつかの改良を加えた現代版クラビネット「ヴァイバネット(Vibanet)」が発売された。特徴として、クラビネットと合わせて使われることの多い「オート・ワウ」を内蔵していることが挙げられる。音色は最も発展したD6の場合、ブリリアント / トレブル / ミディアム / ソフトの4種類と、2つのピックアップの位相スイッチを組み合わせて作ることができる。また、弦の振動を抑制するミュートレバーが付いており、減衰の早い音色も作成可能である。

## 詳細
クラビネットは、スライ&ザ・ファミリー・ストーンの『暴動』やスティーヴィー・ワンダーの『迷信』やコモドアーズの『マシンガン』で使用されたのをはじめ、1970年代前半のファンク、ソウルミュージックで多用された。また、クロスオーバーのスティーリー・ダン、ロックのローリング・ストーンズやレッド・ツェッペリン、グランド・ファンク・レイルロード、ELOなどのグループが使用することも多かった。さらに、ELPやピンク・フロイド、ジェントル・ジャイアントなど、プログレッシブ・ロックでも使用された。ジャズ・フュージョンのブラック・バーズ、ハービー・ハンコック、ドナルド・バード、ジョン・メデスキらも使用している。トリーナ・ニ・ゴーナルは自身のバンド「ナイトノイズ」などで、ケルト音楽に使用している。
日本では、主に1970年代の歌謡曲で使用され、星勝や竜崎孝路の編曲作品での印象的なクラビネット使用が知られている。星勝の編曲による代表作品はザ・ピーナッツ『情熱の砂漠』、竜崎孝路の編曲は『あかね雲』である。また、筒美京平は『君は特別』で効果的に使用している。

## 機種データ
- Claviphon(1963?)：もっとも初期のもので、量産には至らなかった。4つのトーン・スライダーを装備。
- Clavinet(1964)：最初の量産モデルで、2つのピックアップのフェイズスイッチと内蔵スピーカーを装備。
- Clavinet II(1965?)：開閉式の蓋と内蔵スピーカーが廃止された。
- Clavinet C(1968)：上下幅をIIより薄く改良した白いボディが特徴。Echolette社でも生産された("Beat Spinett"の名称で、白黒反転鍵盤を採用)。他のモデルがシングルコイルピックアップを使用しているのに対して、ハムバッカーピックアップを採用している。
- Clavinet L(1968)：アーンスト・ザカリアスが自らの為に中世のスピネット風にデザインした（台形ボディと白黒反転鍵盤）。内蔵スピーカーをもち、スイッチ類とジャックは目立たないように底面に取り付けられたボックスに装備されている。
- Clavinet D6(1971)：特に有名で、最も多く生産されたモデル。4つのトーン・タブレットとミュートレバーを追加。
- Clavinet E7(1977)：ノイズを軽減した新設計となる。ボリュームノブはスライダーに置き換えられた。
- Clavinet Duo(1977)：E7にピアネット(Pianet)を内蔵した最終型。低音・高音部それぞれ別に両者の音をミックス可能。

- Cembalet：金属製リードをゴム製のプレクトラムで弾いて発音する。鍵盤を離すとリードの振動はダンパーで止められる。下記ピアネットの原型であるが、並行して1970年代まで生産された。スピーカー付きコンソールのIIや取り外し式のスピーカーを持ったNなど、いくつかのバリエーションがある。東ドイツ（当時）のアコーディオンやハーモニカのメーカー、ヴェルトマイスター社でもClavisetという類似モデルが生産された。
- Pianet：チェンバレットの簡略版。金属製リードを鍵盤に取り付けられた粘着性のパッドで引き、リードが張力で離れたときの振動を増幅して発音する。鍵盤を離すとリードの振動は直接鍵盤でミュートされる。ビートルズやゾンビーズ、ジェネシスなどが使用した。筐体はほぼ上記チェンバレットと共用であるが、最終型のコンパクトタイプTはピアネットのみ。
- Electra Piano : アップライトピアノ型のボディで、代表的なエレクトリック・ピアノの一つであるウーリッツァーピアノとよく似た内部構造。内蔵スピーカーを装備している。1970年代後半にはポータブル型のElectra Piano Tが発表された。フェンダー・ローズをやや大型にしたような外観で、内蔵スピーカーおよびソフトペダル（電気的にボリュームを低下させる）が省略されている。

## クラビネット使用の楽曲

### ファンク／ソウル
- スライ&ザ・ファミリー・ストーン - 「ポエット」(1971)
- スティーヴィー・ワンダー - 「迷信」(1972)、「ハイアー・グラウンド」(1973)、「悪夢」(1974)
- ビル・ウィザース - 「USE ME」(1972)
- ビリー・プレストン - 「アウタ・スペース」(1972)
- エディ・ケンドリックス - 「キープ・オン・トラッキン」(1973)
- チェアメン・オブ・ザ・ボード - 「ファインダーズ・キーパー」(1973)
- コモドアーズ - 「マシンガン」、「ザ・バンプ」[4](1974)
- パーラメント - 「アップ・フォー・ザ・ダウン・ストローク」(1974),「テスティファイ」(1974)
- クール&ザ・ギャング - 「ジャングル・ブギー」(1974)
- ジミー・キャスター・バンチ - 「バーサ・バット・ブギー」(1975)
- ウォルター・マーフィー＆ビッグ・アップル・バンド - 「運命76」(1976)
- アイズレー・ブラザーズ - 「リブ・イット・アップ」(1977)

### 歌謡曲
- ザ・ピーナッツ - 「情熱の砂漠」(1973)
- 川田ともこ - 「あかね雲」（1977、新必殺仕置人のテーマ）
- 金沢明子 - 「浜千鳥情話」
- 三橋美智也 - 「ディスコ天国」(1977)
- 郷ひろみ - 「君は特別」(1974)
- サディスティック・ミカ・バンド - 「どんたく」(1974)
- シュガー・ベイブ - 「DOWN TOWN」(1975)
- 布谷文夫 with ナイアガラ社中 - 「ナイアガラ音頭 (シングル・ヴァージョン)」(1976)

### ロック
- ローリング・ストーンズ - 「ドゥ・ドゥ・ドゥ・ドゥ・ドゥ（ハート・ブレイカー）」(1973)
- ELO - 「ショウ・ダウン」「ロンドン行き最終列車」
- エマーソン・レイク・アンド・パーマー - 「ナット・ロッカー」
- キャプテン&テニール - 「愛ある限り」(1975)
- フリートウッド・マック - 「ユー・メイク・ラヴィン・ファン」(1977)
- スティーリー・ダン - 「麗しのペグ」「ブラック・カウ」(1977)
- アンディ・ギブ - 「シャドウ・ダンシング」(1978)
- マイケル・マクドナルド - 「アイ・キープ・フォアゲッティング」
- フォリナー - 「アージェント」
- ザ・バンド - 「アップ・オン・クリーク」
- ピンク・フロイド - 「クレイジー・ダイヤモンド(Parts Ⅹ)」、「ピッグズ」
- ザ・マザーズ・オブ・インヴェンション - 「アイム・ザ・スライム」(1973)
- 10cc - 「ハウ・デア・ユー」(1976)
- レッド・ツェッペリン - 「トランプルド・アンダーフット」